# Raymond James Stadium
El Raymond James Stadium, también conocido como "Ray Jay", es un estadio multiusos ubicado en Tampa, Florida. Es el estadio local de los Tampa Bay Buccaneers de la National Football League (NFL), así como del equipo de fútbol americano South Florida Bulls de la National Collegiate Athletic Association y de los Tampa Bay Vipers de la XFL. Tiene una capacidad para 65,618 espectadores, aunque es expandible a 75,000 para eventos especiales. Su nombre se debe al patrocinio de la empresa Raymond James Financial.

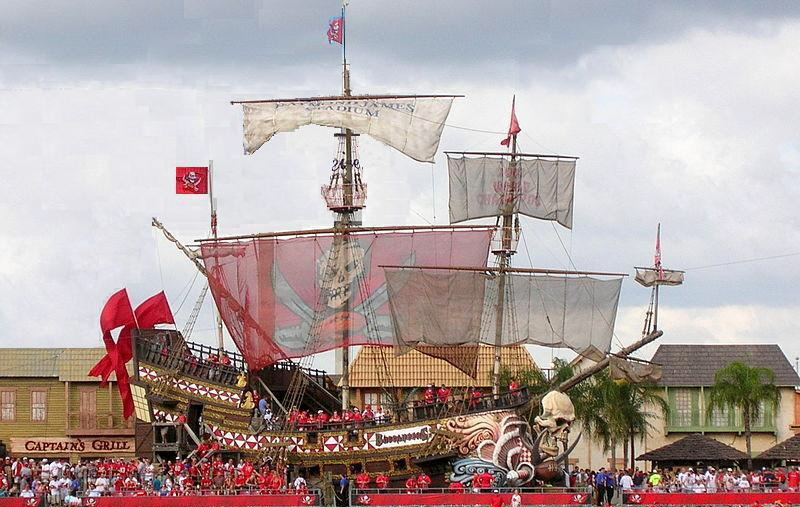
Vista del barco pirata del Raymond James Stadium.

El Raymond James Stadium ha sido la sede de las ediciones XXXV, XLIII y  LV de la Super Bowl, así como el College Football Championship Game del 2017.

## Historia
El Raymond James Stadium fue construido para reemplazar al Tampa Stadium tras una petición realizada por el nuevo dueño de los Tampa Bay Buccaneers Malcolm Glazer. Está ubicado de forma adyacente de donde se situaba el antiguo estadio, en la antigua ubicación del Al López Field, un estadio de una liga menor de baseball que fue demolido en 1989. Una vez completado, el coste del nuevo estadio fue de 168.5 millones de dólares.
Desde su inauguración en 1998, es el estadio de los Tampa Bay Buccaneers de la National Football League y los South Florida Bulls de fútbol americano universitario. También es la sede del Outback Bowl de fútbol americano universitario desde 1999.
En 2001 el estadio fue sede del Super Bowl XXXV, con victoria de los Baltimore Ravens sobre los New York Giants por 34-7. En 2009 se disputó el Super Bowl (XLIII), con victoria de los Pittsburgh Steelers sobre los Arizona Cardinals por 27-23.
Además de partidos de fútbol americano, el estadio ha sido utilizado para una gran variedad de eventos, entre los que se destacan varios partidos de la selección nacional de fútbol de los Estados Unidos, y fue la sede del Tampa Bay Mutiny de la Major League Soccer entre 1999 y 2001.
El estadio tiene una capacidad para 65.857 espectadores, pero se puede expandir hasta 75 000 para eventos especiales.
Se tenía pactado que sería sede del evento de pago por visión de la WWE WrestleMania 36 el 5 de abril de 2020, pero debido a la pandemia de COVID-19 presente, el evento cambió de sede al WWE Performance Center en Orlando, realizándose a puerta cerrada.

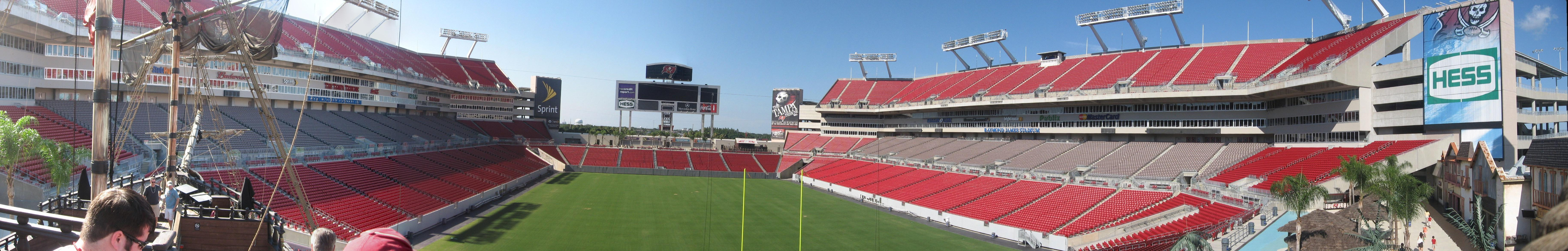
Panorámica del estadio.

## Eventos de importancia

### Super Bowls
| Fecha                | Super Bowl | Equipo               | Puntos | Equipo             | Puntos | Asistencia |
| -------------------- | ---------- | -------------------- | ------ | ------------------ | ------ | ---------- |
| 28 de enero de 2001  | XXXV       | Baltimore Ravens     | 34     | New York Giants    | 7      | 71 921     |
| 1 de febrero de 2009 | XLIII      | Pittsburgh Steelers  | 27     | Arizona Cardinals  | 23     | 70 774     |
| 7 de febrero de 2021 | LV         | Tampa Bay Buccaneers | 31     | Kansas City Chiefs | 9      | 25 000     |

### WrestleMania
La WWE planeó celebrar WrestleMania 36 —la edición de 2020 de su evento de entretenimiento deportivo más importante del año— en el Raymond James Stadium el 5 de abril de 2020. Sin embargo, debido a la pandemia de COVID-19, la WWE tuvo que albergar el evento en el WWE Performance Center en Orlando, Florida el 25 de marzo y 26 de marzo de 2020 (emitido el 4 de abril y 5 de abril), siendo la primera vez que WrestleMania es pregrabada y emitida en 2 noches, así como la primera vez en ser celebrado a puerta cerrada y sin público presente.
A principios de 2020, la WWE en un principio anunció que WrestleMania 37 se iba a celebrar en el SoFi Stadium en Inglewood, California. Sin embargo, debido a la pandemia de COVID-19 y a las leyes estatales de California sobre reuniones públicas, la WWE anunció que WrestleMania 37 será reubicado al Raymond James Stadium, esto igualmente con el anuncio oficial de la reubicación de WrestleMania 39 al SoFi Stadium en California.